# 571. grenadirski polk (Wehrmacht)
571. grenadirski polk (izvirno nemško 571. Grenadier-Regiment; kratica 571. GR) je bil pehotni polk Heera v času druge svetovne vojne.

## Zgodovina
Polk je bil ustanovljen 15. oktobra 1942 s preimenovanjem 571. pehotnega polka; dodeljen je bil 302. pehotni diviziji.
Polk je bil razpuščen marca 1944, enote pa razporejene po diviziji. 